# Martin Formanack
Martin Formanack (1. december 1866 i Tyskland – 1. november 1947 i St. Louis) var en amerikansk roer som deltog i OL 1904 i St. Louis.
Formanack vandt en sølvmedalje i roning under OL 1904 i St. Louis. Han kom på en andenplads i firer uden styrmand sammen med Frederick Suerig, Charles Aman og Michael Begley. Mandskabet repræsenterede Mound City Rowing Club, St. Louis.